# 安德洛尼卡·坎塔库泽努斯
安德洛尼卡·坎塔库泽努斯 （羅馬尼亞語： or Andronie Cantacuzino; 1553年—1601末），或称米哈尔奥卢·德尔维什（土耳其語：Mihaloğlu Derviş）是一名奥斯曼帝国希腊企业家和政治人物，主要活跃于瓦拉几亚和摩尔达维亚。安德洛尼卡是奥斯曼帝国富豪米海尔·坎塔库泽努斯之子，其父于1578年遭穆拉德三世处决。安德洛尼卡不得不偿还乃父的巨额债务，曾一度沦落为桨帆船的划桨奴隶。然而凭着贸易和政治谋略，他再次获得了原本所有的财富。1590年代，他继承父业，在瓦拉几亚和摩尔达维亚领主继承问题上成为了造王者。聋子史蒂芬、耳环彼得、暴君亚伦以及跛子彼得都受益于他的资金。1591年起，安德洛尼卡开始直接参与这两个国度的治理，作为摩尔达-瓦拉几亚波雅尔国中的一名人物，他的官阶是国库司库（Vistier），随后，他成为了第一位直接由奥斯曼帝国册封的奥尔特尼亚伯爵。
安德洛尼卡对瓦拉几亚王位的最终选择，勇者米哈伊，也是其各个受益者中最长久的一个。米哈伊发动了对奥斯曼帝国的叛乱，而起义也牵连了坎塔库泽努斯，他幸免于奥斯曼下达的死刑判决并与妻子伊琳娜·拉利一同定居瓦拉几亚，作为米哈伊的臣下为他服务。在土耳其持久战的高潮期，坎塔库泽努斯负责主管瓦拉几亚与神圣罗马帝国的外交并将瓦拉几亚与后者以及神圣同盟的联盟正式化。米哈伊征服特兰西瓦尼亚时，他留守布加勒斯特并帮助米哈伊的储君尼古拉·佩特拉斯库。史学家间甚有影响的一个观点认为，安德洛尼卡是1600年中遭米哈伊吞并后的摩尔达维亚的四位摄政之一。同样在1600年，米哈伊与神圣同盟的盟约开始瓦解，安德洛尼卡提议与奥斯曼帝国单独议和。他被派遣至久尔久与奥斯曼人谈判，然而安德洛尼卡遭后者绑架并从此下落不明，他最迟死于1601年11月，可能在摩尔达维亚遭斩首。

## 生平
安德洛尼卡的父亲是米海尔·坎塔库泽努斯，人称“舍丹诺奥卢”（撒旦之子）。其父因参与市场投机、包税且坐拥矿产。他在多瑙河畔各公国的造王活动使得一些历史学家认为那些国家背后都由米海尔操纵。米海尔曾一度控制了瓦拉几亚和摩尔达维亚的几乎整个盐业。
尽管舍丹诺奥卢的坎塔库泽努斯血统在早期史家和一些现代学者看来并不是无可置疑的，一部分研究者则认为他的血统可以追溯至约翰六世·坎塔库泽努斯。米海尔的曾祖父可能是乔治·帕里奥洛格斯·坎塔库泽努斯（约翰六世的曾孙）。史学家帕帕季米特里欧指出，坎塔库泽努斯谱系的重建是困难的，且没有可信的文献指出米海尔的父亲是谁。有文献表明米海尔与一名身份为穆斯林的坎塔库泽努斯家族成员关系密切，其名为阿赫迈德，此人曾担任多瑙河流域的税务和地籍官。米海尔家庭中还有一些声称是巴列奥略王朝后裔的人物，且他们都使用双头鹰纹章。
安德洛尼卡是米海尔第一次婚姻期间出生的，他的养母来自德拉库列什蒂家族。早年在其父于安基亚洛斯建造的府邸长大，他能够读写希腊语、意大利语、德语、新拉丁语以及奥斯曼土耳其语。1576年，米海尔包办了安德洛尼卡与阿德里安堡商人雅各布·拉利之女伊琳娜的婚姻。
安德洛尼卡夫妇之间的这场婚姻有可能是其父米海尔失势的原因之一，总而言之，在被指控谋反后米海尔被吊死在安基亚洛斯。安德洛尼卡则经由黑海前往君士坦丁堡寻求大维齐尔索库鲁帕夏的庇护。他遭奥斯曼海军囚禁并沦落为一个桨帆船划桨奴，不过索库鲁帕夏为他取得了有条件的释放，前提是他要偿还自己父亲的债务。
约自1585年起，安德洛尼卡已经重建了父亲的商贸事业并恢复了与威尼斯共和国和伦巴底各地商人的联系，他也参与了瓦拉几亚油水丰厚的官位买卖。许多史料记载他于1591-1592年间为摩尔达维亚人聋子斯蒂凡获取了瓦拉几亚王位。
安德洛尼卡在勇者米哈伊的崛起过程中扮演了重要角色。他为米哈伊从君士坦丁堡各处筹集了4万达克特（相当于1995年的4千500万美元），1593年9月，米哈伊偿还了这笔债务。
1592年11月，奥斯曼帝国最高朴特册封安德洛尼卡为奥尔特尼亚侯爵。他是第一个由奥斯曼帝国直接册封的侯爵，这意味着奥斯曼帝国对该地区不断增强的控制力和安德洛尼卡的特权。1592年左右的许多土耳其文献将安德洛尼卡称为米哈尔奥卢·德尔维什，意即“米海尔之子-苦行僧”。这一称号可能暗示安德洛尼卡或许在当时已经独身或开始修行了，而之后史料记载的一位“前奥尔特尼亚侯爵，僧侣安德烈”也支持了这一可能性。安德洛尼卡是君士坦丁堡教会和瓦拉几亚教会的保护者，他在布泽乌建立了一座教堂以及邻近的一所名叫“杜什卡”的修道院并将之献给希腊僧侣。
1593年11月10日，勇者米哈伊确认了安德洛尼卡的爵位。后者还可能于1594年之前担任司库。这期间，米哈伊开始计划其对奥斯曼帝国的叛乱。1594年夏，安德洛尼卡因为支持叛乱者而于君士坦丁堡被捕。当年11月，米哈伊与教宗的神圣同盟结盟并加入了土耳其持久战。安德洛尼卡旋即被判死刑，但他通过行贿而逃脱了，随后他便前往瓦拉几亚。
安德洛尼卡的连襟，特尔诺沃主教狄奥尼修斯·拉利斯策动了1598年保加利亚起义，随后逃亡至米哈伊在瓦拉几亚的宫廷。学者卡扎库认为安德洛尼卡和狄奥尼修斯是想通过在巴尔干制造革命来光复拜占庭帝国。回到米哈伊处后，安德洛尼卡成为了八位最显贵的波雅尔之一。他曾担任负责外交事务的官职（Postelnic），通过签署特尔戈维什泰条约，他将瓦拉几亚与神圣罗马帝国的盟约正式化了。1598年6月26日，他与特兰西瓦尼亚公国签订盟约。约在这期间，安德洛尼卡可能再度结婚并生下了君士坦丁一世·坎塔库玆诺。
1599年秋，米哈伊进军特兰西瓦尼亚并消灭了巴托里·安德拉什亲王的亲奥斯曼政权。从这次战役至1600年初，安德洛尼卡作为导师负责辅佐米哈伊之子尼古莱·佩特拉什库，尼古莱当时作为瓦拉几亚共治者留在后方。与此同时，米哈伊还推翻了统治摩尔达维亚的耶利米亚·莫维勒并在当地指派了摄政。1600年9月，神圣罗马帝国和匈牙利贵族与米哈伊以及塞凯伊人联军发生战斗，而摩尔达维亚则遭到波兰立陶宛联邦的侵略。这一局势迫使瓦拉几亚与奥斯曼帝国单方面议和，而安德洛尼卡是支持议和的。他被派遣至久尔久与奥斯曼帝国谈判，但在到达当地后遭土军统领穆罕默德绑架。
波兰用了两个月不到的时间便占领了瓦拉几亚。莫维勒家族的西美昂·莫维勒则夺取了瓦拉几亚王座，但遭到了忠于米哈伊者的抵抗。随后，米哈伊获得神圣罗马帝国的支持并夺取了一部分的特兰西瓦尼亚。然而，米哈伊不久便被帝国士兵弑杀，导致了瓦拉几亚政局的混乱。1601年9月，德文文献仍然记载了与安德洛尼卡接触的尝试，这意味着帝国方面并不知道安德洛尼卡已遭绑架。
安德洛尼卡的最终命运无从得知且众说纷纭。18世纪的米哈伊·拉科维策亲王称自己曾听闻安德洛尼卡在君士坦丁堡拒绝改宗伊斯兰教后被处决了。迪米特里耶·坎特米尔亲王则称安德洛尼卡于1595年就非正常死亡了。另一位17世纪的乌克兰教会神职则讲到安德洛尼卡再一次逃脱了束缚并前往维也纳，但还是被逮捕并于一不明地区遭处决。1601年7月24日，曾有一名“米哈伊亲王的心腹”在特兰西瓦尼亚比斯特里察被亲奥斯曼势力逮捕，随后西美昂·莫维勒于10月至11月间在摩尔达维亚将此人斩首。有历史学家认为这位心腹就是安德洛尼卡。